# Qualificazioni al campionato mondiale di calcio 2018 - CONCACAF - prima fase
Il primo turno delle qualificazioni al campionato mondiale di calcio 2018 si è svolto dal 22 al 31 marzo 2015. Vi hanno partecipato le quattordici nazionali affiliate alla CONCACAF con il coefficiente più basso del Ranking FIFA.

## Formula
Le quattordici squadre partecipanti si sono incontrate in una doppia gara con la formula di andata e ritorno. Le 7 vincitrici hanno avuto accesso al secondo turno di qualificazione.

## Sorteggio
I sorteggi del primo turno sono stati effettuati il 15 gennaio 2015 a Miami. Le quattordici partecipanti sono state divise in due urne sulla base della loro posizione nel Ranking FIFA al mese di agosto 2014.
| Urna 1 | Urna 2 |
| --- | --- |
| 1. Saint Kitts e Nevis (159) 2. Belize (162) 3. Montserrat (165) 4. Dominica (168) 5. Barbados (169) 6. Bermuda (173) 7. Nicaragua (175) | 1. Turks e Caicos (181) 2. Curaçao (182) 3. Isole Vergini Americane (191) 4. Bahamas (193) 5. Isole Cayman (197) 6. Isole Vergini Britanniche (201) 7. Anguilla (207) |

## Incontri
| Squadra 1                 | Totale      | Squadra 2               | Andata | Ritorno |
| ------------------------- | ----------- | ----------------------- | ------ | ------- |
| Bahamas                   | 0 - 8       | Bermuda                 | 0 - 5  | 0 - 3   |
| Isole Vergini Britanniche | 2 - 3       | Dominica                | 2 - 3  | 0 - 0   |
| Barbados                  | 4 - 1       | Isole Vergini Americane | 0 - 1  | 4 - 0   |
| Saint Kitts e Nevis       | 12 - 4      | Turks e Caicos          | 6 - 2  | 6 - 2   |
| Nicaragua                 | 8 - 0       | Anguilla                | 5 - 0  | 3 - 0   |
| Belize                    | 1 - 1 (gfc) | Isole Cayman            | 0 - 0  | 1 - 1   |
| Curaçao                   | 4 - 3       | Montserrat              | 2 - 1  | 2 - 2   |

### Bahamas - Bermuda
| Arbitro: | Armando Villarreal |

|  |           |                                                        |
|  | Marcatori | 4’ Leverock 14’ (rig.) Wells 29’ Lewis 57’, 70’ Donawa |

| Arbitro: | Ricardo Montero |

|                            |           |  |
| Wells 79’, 87’ Burgess 82’ | Marcatori |  |

- La squadra vincente affronterà nel secondo turno il Guatemala.

### Isole Vergini Britanniche - Dominica
| Arbitro: | Karl Tyrell |

|                      |           |                                   |
| Moss 42’ Johnson 53’ | Marcatori | 45’ Elizee 64’ Joseph 81’ Peltier |

| Roseau 29 marzo 2015, ore 17:00 UTC-4 | Dominica          | 0 – 0 referto | Isole Vergini Britanniche | Windsor Park (2 661 spett.)\| Arbitro: \| Fernando Guerrero \| |
| Arbitro:                              | Fernando Guerrero |               |                           |                                                                |

- Sia l'andata che il ritorno sono stati giocati in Dominica in quanto le Isole Vergini britanniche non possiedono impianti adatti a ospitare l'evento[4]. La squadra vincente affronterà nel secondo turno il Canada.

### Barbados - Isole Vergini Americane
| Arbitro: | Kimbell Ward |

|  |           |            |
|  | Marcatori | 16’ Browne |

| Arbitro: | Kevin Morrison |

|  |           |                                           |
|  | Marcatori | 3’ Sargeant 21’, 90+2’ Chandler 77’ Harte |

- La squadra vincente affronterà nel secondo turno Aruba.

### Saint Kitts e Nevis - Turks e Caicos
| Arbitro: | Sherwin Moore |

|                                                                  |           |                                |
| Harris 17’ Leader 43’ Mitchum 45’, 89’ Hanley 67’ O'Loughlin 85’ | Marcatori | 22’ Forbes 72’ (aut.) Williams |

| Arbitro: | Elmer Bonilla |

|                              |           |                                                           |
| Calixte 4’ (rig.) 14’ (rig.) | Marcatori | 7’, 30’ Leader 33’ (rig.) 55’, 60’ Panayiotou 73’ Robbins |

- La squadra vincente affronterà nel secondo turno El Salvador.

### Nicaragua - Anguilla
| Arbitro: | Jafeth Perea |

|                                                  |           |  |
| Galeano 12’ Copete 24’, 39’ Barrera 36’ Lazo 63’ | Marcatori |  |

| Arbitro: | Oscar Moncada |

|  |           |                                |
|  | Marcatori | 21’, 67’ Leguías 45+1’ Barrera |

- La squadra vincente affronterà nel secondo turno il Suriname.

### Belize - Isole Cayman
| Belmopan 25 marzo 2015, ore 20:00 UTC-6 | Belize      | 0 – 0 referto | Isole Cayman | FFB Field (1 924 spett.)\| Arbitro: \| Oscar Reyna \| |
| Arbitro:                                | Oscar Reyna |               |              |                                                       |

| Arbitro: | Yadel Martinez |

|           |           |            |
| Ebanks 5’ | Marcatori | 20’ Kuylen |

- La squadra vincente affronterà nel secondo turno la Rep. Dominicana.

### Curaçao - Montserret
| Arbitro: | Oscar Davilla |

|                                    |           |            |
| Merencia 8’ Zschusschen 39’ (rig.) | Marcatori | 24’ Taylor |

| Arbitro: | Rodphin Harris |

|                              |           |                          |
| Willer 65’ Woods-Garness 81’ | Marcatori | 43’ Lachmann 87’ Vicento |

- La squadra vincente affronterà nel secondo turno Cuba.